# Gyllene lansorm
Gyllene lansorm (Bothrops insularis)  är en ormart som beskrevs av Amaral 1921 och som endast finns i naturligt tillstånd på ön Ilha Queimada Grande (även kallad Ormön) utanför Brasiliens kust. Bothrops insularis ingår i släktet Bothrops och familjen huggormar. Inga underarter finns listade.
Gyllene lansormen har en ljusgul till brun färg och som alla lansormar ett lansspetsformat huvud. Den lever på marken och i träd i regnskogsmiljö. Den brukar bli över en halvmeter lång och i vissa fall över en meter. Honorna lägger inga ägg utan föder levande ungar.
Gyllene lansorm är en släkting till lansorm, som är desto mer utbredd i Brasilien och andra delar av Syd- och Mellanamerika. Lansormen brukar räknas som en av världens giftigaste ormarter. Ormar blev isolerade i samband med stigande havsnivåer under senaste istiden och har därefter kunnat fortplanta sig på ön i tusentals år utan några direkta fiender. Det finns uppskattningsvis några tusen ormar av arten gyllene lansorm på den lilla obebodda havsön i sydöstra Brasilien.
Den livnär sig särskilt på fåglar som besöker ön. Till skillnad från fastlandsormar har gyllene lansormen i sin isolerade miljö ostört kunnat utveckla sina förmågor och ett effektivare gift, men troligtvis inte dödligare för däggdjur. Giftet dödar en fågel nästan omedelbart och giftet från en vanlig lansorm kan döda en människa inom en timme. Eftersom allmänheten vanligtvis inte kommer i kontakt med gyllene lansormen saknas statistiska uppgifter om dödsfall bland människor. För en människa som blir biten av en lansorm på fastlandet är dödligheten omkring 3–7 procent beroende på om antiserum används. Giftet från en lansorm kan även medföra svåra följdskador som inre blödningar, blodproppar, njurskador och nekros. Nekros kan i sin tur kan leda till kallbrand och amputation. Ormarnas gift har även visat på möjligheter att bota hjärtproblem och är eftertraktat på svarta marknaden.
På grund av riskerna med att besöka ön har Brasilien utlyst ett förbud för allmänheten att besöka den, men övervakade besök sker ibland av exempelvis forskare som studerar ormarna. Gyllene lansormar finns även i fångenskap i andra delar av Brasilien.
Det finns många lokala legender om boende, besökare på ön och fiskare som dödats av gyllene lansormar. En legend säger att det var pirater som placerade ormarna på ön för att skydda en nedgrävd skatt, men forskning ger inget stöd för berättelsen.